# 만주국의 국기

만주국의 국기

만주국의 국기(滿洲國國旗)는 1932년 3월 1일에 만주국이 《만주국의 국기 제정에 관한 건》을 채택하면서 제정되었으며 1945년에 만주국이 소멸될 때까지 사용되었다.
1912년부터 1928년까지 사용되었던 옛 중화민국 북양정부에서 사용했던 국기인 오색기를 바탕으로 하여 노랑, 빨강, 파랑, 하양, 검정의 색을 사용한 기이다. 그러나 중화민국 시절의 오색기에서 각 색깔이 상징하는 민족이 달라졌다. 중화민국의 국기에서는 빨간색은 원래 한족, 검은색은 티베트족이었다.

## 의미
만주국의 국기에 관한 의미는 1933년 2월 24일 만주국 국무원에서 채택된 《만주국의 국기에 관한 의미에 관한 건》에 명시되어 있다.
| 색상            | 노랑        | 빨강                    | 파랑         | 하양       | 검정            |
| --------------- | ----------- | ----------------------- | ------------ | ---------- | --------------- |
| 민족            | 만주족      | 야마토 민족 (일본 민족) | 한족         | 몽골족     | 한민족 (조선족) |
| 오행에서의 의미 | 중앙, 흙    | 남쪽, 불                | 동쪽, 나무   | 서쪽, 쇠   | 북쪽, 물        |
| 일반적인 의미   | 황제의 통치 | 용기, 정열              | 젊음, 신성함 | 순수, 정의 | 의지, 결정      |

## 그 외의 기
군기는 노랑을 제외한 4색을 길게 늘어뜨린 기이고, 강덕 황제의 깃발은 노란색 배경에 만주국의 국장을 넣은 기이다.

### 황실기

만주국 황제기

### 군기

만주국 군기
만주국 해군 장성기 (1932년 ~ 1935년)
만주국 해군 중장기 (1932년 ~ 1935년)
만주국 해군 소장기 (1932년 ~ 1935년)
만주국 해군 대장기 (1932년 ~ 1935년)
만주국 해군 대신기 (1935년 ~ 1941년)
만주국 해군 장성기 (1935년 ~ 1941년)
만주국 해군 중장기 (1935년 ~ 1941년)
만주국 해군 소장기 (1935년 ~ 1941년)
만주국 해군 준장기 (1935년 ~ 1941년)
만주국 해군 대장기 (1935년 ~ 1941년)
만주국 해군 상급지휘관기 (1935년 ~ 1941년)

### 상선기

만주국 정부 선적기
만주국 민간 선박기
만주국 해안경비대기

### 해양경찰기

만주국 수상경찰기
만주국 민선관리국 국장기
만주국 민선관리국 경장기
만주국 수경 경장기
만주국 재선고급경장기

### 우편기

만주국 우편기

### 기타 조직의 기

만주국 협화회의 기
만주국 보이스카우트 연맹의 기
남만주철도주식회사의 기

## 같이 보기
- 만주국의 국장